# Панлі
Панлі́ (фр. Penly) — колишній муніципалітет у Франції, у регіоні Нормандія, департамент Приморська Сена. Населення — 331 осіб (2011).
Муніципалітет був розташований на відстані близько 150 км на північний захід від Парижа, 65 км на північ від Руана.

## Історія
До 2015 року муніципалітет перебував у складі регіону Верхня Нормандія. Від 1 січня 2016 року належав до нового об'єднаного регіону Нормандія.
1 січня 2016 року Панлі, Ассіньї, Окменій, Бельвіль-сюр-Мер, Берневаль-ле-Гран, Бівіль-сюр-Мер, Бракмон, Бренвіль, Дершиньї, Глікур, Гушопр, Грені, Гільмекур, Ентравіль, Сен-Мартен-ан-Кампань, Сен-Кантен-о-Боск, Токвіль-сюр-Е i Турвіль-ла-Шапель було об'єднано в новий муніципалітет Петі-Ко.

## Демографія
Динаміка населення (INSEE ):
Розподіл населення за віком та статтю (2006):
| Стать | Всього | До 15 років | 15-24 | 25-44 | 45-64 | 65-85 | Понад 85 |
| --- | ------ | ----------- | ----- | ----- | ----- | ----- | -------- |
| Чоловіки | 160    | 39          | 20    | 62    | 35    | 4     | 0        |
| Жінки | 158    | 47          | 20    | 59    | 28    | 4     | 0        |
| \| Статево-вікова піраміда \| Статево-вікова піраміда \| Статево-вікова піраміда \| \| ----------------------- \| ----------------------- \| ----------------------- \| \| Чоловіки \| Вік \| Жінки \| \| 0 \| 85 + \| 0 \| \| 0 \| 80-84 \| 0 \| \| 0 \| 75-79 \| 4 \| \| 0 \| 70-74 \| 0 \| \| 4 \| 65-69 \| 0 \| \| 4 \| 60-64 \| 0 \| \| 8 \| 55-59 \| 4 \| \| 4 \| 50-54 \| 16 \| \| 19 \| 45-49 \| 8 \| \| 23 \| 40-44 \| 23 \| \| 19 \| 35-39 \| 16 \| \| 16 \| 30-34 \| 12 \| \| 4 \| 25-29 \| 8 \| \| 8 \| 20-24 \| 12 \| \| 12 \| 15-20 \| 8 \| \| 16 \| 10-14 \| 23 \| \| 19 \| 5-9 \| 12 \| \| 4 \| 0-4 \| 12 \| |        |             |       |       |       |       |          |
| Статево-вікова піраміда |        |             |       |       |       |       |          |
| Чоловіки | Вік    | Жінки       |       |       |       |       |          |
| 0 | 85 +   | 0           |       |       |       |       |          |
| 0 | 80-84  | 0           |       |       |       |       |          |
| 0 | 75-79  | 4           |       |       |       |       |          |
| 0 | 70-74  | 0           |       |       |       |       |          |
| 4 | 65-69  | 0           |       |       |       |       |          |
| 4 | 60-64  | 0           |       |       |       |       |          |
| 8 | 55-59  | 4           |       |       |       |       |          |
| 4 | 50-54  | 16          |       |       |       |       |          |
| 19 | 45-49  | 8           |       |       |       |       |          |
| 23 | 40-44  | 23          |       |       |       |       |          |
| 19 | 35-39  | 16          |       |       |       |       |          |
| 16 | 30-34  | 12          |       |       |       |       |          |
| 4 | 25-29  | 8           |       |       |       |       |          |
| 8 | 20-24  | 12          |       |       |       |       |          |
| 12 | 15-20  | 8           |       |       |       |       |          |
| 16 | 10-14  | 23          |       |       |       |       |          |
| 19 | 5-9    | 12          |       |       |       |       |          |
| 4 | 0-4    | 12          |       |       |       |       |          |

## Економіка
2010 року серед 228 осіб працездатного віку (15—64 років) 155 були активними, 73 — неактивними (показник активності 68,0%, у 1999 році було 74,6%). З 155 активних мешканців працювало 137 осіб (78 чоловіків та 59 жінок), безробітними було 18 (8 чоловіків та 10 жінок). Серед 73 неактивних 29 осіб було учнями чи студентами, 27 — пенсіонерами, 17 були неактивними з інших причин.

У 2010 році в муніципалітеті числилось 113 оподаткованих домогосподарств, у яких проживали 336,0 особи, медіана доходів виносила 15 814 євро на одного особоспоживача